# Лыково (Орловская область)
Лыково — опустевшая деревня в Свердловском районе Орловской области. Входит в состав Никольского сельского поселения. Население — 0 чел. (2010).

## География
Деревня расположена на берегу реки Малая Рыбница, менее 4 км от административной границы с Орловским районом.
Уличная сеть представлена одним объектом: ул. Луговая.
Географическое положение
Расстояние до
районного центра посёлка городского типа Змиёвка: 16 км.
областного центра города Орёл: 28 км.
Ближайшие населённые пункты
Змиево, Карпово 2 км, Реутово 2 км, Азаровка 2 км, Ржавец 3 км, Беклемищево 3 км, Малорыбинка 3 км, Ануфриево 4 км, Апухтино 4 км, Троицкое 5 км, Голохвастово 6 км, Тагино 6 км, Философово 6 км, Топкое 6 км, Роща 7 км, Путимец 7 км, Глебово 7 км, Плоское 7 км, Козьминское 7 км, Заречье 7 км, Оловянниково 7 км

## Население
| 2010 |
| ---- |
| 0    |